# Galianthe souzae
Galianthe souzae är en måreväxtart som beskrevs av Elsa Leonor Cabral och Nélida María Bacigalupo. Galianthe souzae ingår i släktet Galianthe och familjen måreväxter. Inga underarter finns listade i Catalogue of Life.